# Sąd Konstytucyjny (Indonezja)
Sąd Konstytucyjny (indonez. Mahkamah Konstituti) – jeden z naczelnych organów władzy sądowniczej w Republice Indonezji. Utworzony na mocy trzeciej poprawki do konstytucji z 9 listopada 2001 roku. Działalność swoją rozpoczął 15 października 2003 roku. Wcześniej funkcję Sądu Konstytucyjnego sprawował Sąd Najwyższy.

## Skład
W skład Sądu Konstytucyjnego wchodzi 9 sędziów, wybieranych po trzech przez indonezyjskiego prezydenta, Ludową Izbę Reprezentantów i Sąd Najwyższy. Kadencja sędziego trwa pięć lat z możliwością jednorazowej reelekcji. Prezes i wiceprezes Sądu Konstytucyjnego wybierani są spośród sędziów i przez sędziów opisywanego organu.

## Warunki wyboru
Konstytucja Indonezji w art. 24C ust. 5 wymaga aby kandydat „był prawy i sprawiedliwy, posiadał nienaganną osobowość, charakteryzował się postawą godną męża stanu oraz wyróżniał się wiedzą na temat konstytucji oraz instytucji państwowych”. Wymogi formalne w odniesieniu do kandydata na sędziego w Sądzie Konstytucyjnym zawiera również art. 16 ustawy z 2003 roku stanowiący, iż sędzią może być jedynie indonezyjski obywatel, który ukończył 40 lat w chwili wyboru, posiada wyższe wykształcenie prawnicze, nie został prawomocnie skazany na karę więzienia za przestępstwo zagrożone karą 5 lat pozbawienia wolności lub powyżej, nie ogłosił bankructwa potwierdzonego orzeczeniem odpowiedniego sądu, posiada odpowiednie doświadczenie zawodowe.
Sędziów Sądu Konstytucyjnego wiąże zasada apolityczności oraz niepołączalności stanowisk. Sędziowie w czasie pełnienia urzędu nie mogą być członkami partii politycznych, pełnić innych urzędów państwowych, prowadzić działalności gospodarczej, praktyki adwokackiej oraz innych funkcji natury publicznej.

## Zadania Sądu Konstytucyjnego
Do podstawowych zadań Sądu Konstytucyjnego w Republice Indonezji należy:
- kontrola konstytucyjności prawa;
- rozstrzyganie sporów kompetencyjnych;
- badanie zgodności celów i działalności ugrupowań politycznych z ustawą zasadniczą;
- rozpatrywanie protestów wyborczych;
- wydanie opinii dla Ludowej Izby Reprezentantów w sprawie pociągnięcia do odpowiedzialności prezydenta (wiceprezydenta).

Orzeczenia Sądu Konstytucyjnego mają moc powszechnie obowiązującą i są ostateczne.